# Achim Reichel
Achim Reichel (Wentorf bei Hamburg, 28 gennaio 1944) è un cantante e chitarrista tedesco.

## Biografia
Reichel è ricordato per essere stato membro del gruppo beat tedesco The Rattles, che suonò durante l'ultima tournée europea dei Beatles. Nel 1968, Reichel co-fondò il gruppo pop Wonderland, del quale faceva parte anche l'espatriato inglese Les Humphries, il quale fonderà, da lì a poco, i Les Humphries Singers. Nei primi anni settanta, Reichel inaugurò il progetto krautrock A. R. & Machines, che esordì con l'acclamato Die grüne Reise (1971). Dopo aver pubblicato altri album sperimentali con la sigla A. R. & Machines, Reichel abbandonò le sperimentazioni a favore della musica folk e tradizionale come confermano, ad esempio, Dat Shanty Alb'm (1975), un album di canti marinareschi, Klabautermann (1977) e Regenballade (1977). Nel 1991 pubblicò il singolo Aloha Heja He, che, nel 2021, diverrà un fenomeno di Internet in Cina.

## Discografia parziale

### Da solista

#### Album in studio
- 1976 – Dat Shanty Alb'm
- 1977 – Klabautermann
- 1977 – Regenballade
- 1979 – Heiße Scheibe
- 1980 – Ungeschminkt
- 1981 – Blues in Blond
- 1983 – Nachtexpress

### Nei gruppi

#### Negli A.R. & Machines

##### Album in studio
- 1971 – Die grüne Reise
- 1972 – Echo
- 1972 – AR3
- 1973 – AR IV
- 1974 – AR5 Autovision

#### Nei Wonderland

##### Album in studio
- 1971 – Band Nr. 1

#### Nei The Rattles
- 1963 – Twist im Star-Club
- 1964 – Twist-Time im Star-Club Hamburg
- 1964 – The Searchers Meet the Rattles
- 1966 – Star Club Show 1
- 1966 – Liverpool Beat
- 1988 – Hot Wheels
- 1990 – Painted Warrior